# Tappenosaurus magnus
Il tappenosauro (Tappenosaurus magnus) è un tetrapode estinto, appartenente ai pelicosauri. Visse nel Permiano inferiore (Kunguriano, circa 275 milioni di anni fa) e i suoi resti fossili sono stati ritrovati in Nordamerica.

## Descrizione
Questo animale è noto solo per resti frammentari, che non permettono un'adeguata ricostruzione. Dal raffronto con animali probabilmente simili, come Sphenacodon, si suppone che Tappenosaurus fosse alto quasi due metri al garrese e lungo circa 5,5 metri. L'olotipo comprende la parte posteriore di un cranio, parti dei denti e delle costole, alcune vertebre, tre spine neurali, parti di entrambi gli omeri e parte di un bacino. Un altro esemplare comprende vertebre cervicali, una costola e uno scapolarcoracoide, mentre un terzo esemplare è noto solo attraverso alcune costole. Queste ossa sono più grandi delle parti comparabili dei più grandi esemplari noti di Dimetrodon, un animale strettamente imparentato. 

## Classificazione
I tre esemplari noti di Tappenosaurus vennero descritti nel 1953 da Everett C. Olson e James Beerbower, e vennero scoperti nella formazione San Angelo nella contea di Knox, in Texas. Tappenosaurus prende il suo nome da Neil Tappen, che scoprì i fossili dell'esemplare tipo nel 1951. Inizialmente questo animale venne considerato l'unico membro di una famiglia a sé stante, i Tappenosauridae, nell'ambito dei pelicosauri sfenacodonti. Successivamente Olson considerò Tappenosaurus un membro primitivo dei terapsidi, affine alla famiglia dei Brithopodidae (Olson, 1962). Attualmente Tappenosaurus è considerato a tutti gli effetti un gigantesco membro degli sfenacodontidi. 